# George Dancis
Juris O. „George“ Dancis (* 30. Juni 1932 in Riga, Lettische SSR; † 20. April 2021) war ein australischer Basketballspieler lettischer Abstammung.

## Biografie
George Dancis kam in Riga zur Welt und lebte nach dem Zweiten Weltkrieg mit seiner Mutter und seinem jüngeren Bruder Miķelis in einem Flüchtlingslager in Würzburg. Dort spielte er in einem lettischen Juniorenteam. 1949 emigrierte er mit seiner Familie nach Australien. In Adelaide besuchte er das Our Boys Institute und trat dort dem Schulteam bei. Schnell wurde er für die Auswahl von South Australia nominiert. Für die Australische Nationalmannschaft absolvierte Dancis insgesamt 11 Länderspiele. Bei den Olympischen Sommerspielen 1956 in Melbourne war er mit 114 Punkten in 7 absolvierten Spielen der beste Werfer Australiens. Auch nahm Dancis für Australien am Qualifikationsturnier für die Olympischen Sommerspiele 1960 in Rom teil.